# Ganseburg
Die Ganseburg, auch Gänseburg genannt, ist eine Wüstung im Ortsteil Scharpenhufe der Gemeinde Aland im Landkreis Stendal in Sachsen-Anhalt.

## Geografie
Die Reste der Ganseburg sind große mit Bäumen bewachsene Erdhügel westnordwestlich von Seehausen auf dem östlichen Ufer des Alands am rechten Alanddeich, zwei Kilometer ostnordöstlich von Scharpenhufe.
Die Archäologen Felix Biermann und Normen Posselt beschreiben die Gänseburg als ein eindrucksvolles Bodendenkmal aus einer Hauptburg im Nordosten und einer Vorburg im Südwesten, die durch einen etwa 12 Meter breiten Graben voneinander getrennt sind. Das runde Plateau der Hauptburg hat 55 Meter Durchmesser. Haupt- und Vorburg liegen in einer ausgedehnten sumpfigen Senke. Ein von Südosten durch die Niederung geführter wohl neuzeitlicher Damm gewährt den Zugang zur Vorburg. Abgesehen vom Schutt des heute verschwundenen Fischerhauses aus dem 18. bis 20. Jahrhundert sind keine Mauerreste sichtbar.

## Geschichte
Lieselott Enders beschreibt die Gänseburg als „Relikt der hochmittelalterlichen Burg der Edlen Gans“.
Die erste Erwähnung stammt aus dem Jahre 1474 als de Gansseborch. Wilhelm Zahn übersetzte den Text der Urkunde: Einem Notariatsinstrument zufolge hatte Jasper Gans zu Putlitz sie mit allem Rechte und Zubehör dem swarte hinricke von Gartze abgetreten, der sie an den Bürgermeister Hans Hovener von Seehausen für 15 Stendalsche Mark verkauft hat. Dann hat Hovener, weil die Stadt Seehausen eine große Fehde hatte... sie an Matthias von Jagow für 12 Stendalsche Mark verkauft. Nun kam es wegen der Gänseburg zu einer Fehde zwischen den Edlen Gänsen zu Putlitz und Matthias von Jagow, welche der Markgraf Johann Cicero 1475 in Perleberg schlichtete. Er sprach die Ghanseeburg dem Matthias von Jagow und seiner Familie als erbliches Eigentum zu.
Weitere Nennungen in Urkunden im Brandenburgischen Landeshauptarchiv sind 1518 de Ganseborch de Borckwall mit der See, 1598 die Ganseborgk und 1789 Fischerhaus Ganseburg. 1804 berichtete Friedrich Wilhelm August Bratring: Fischerhaus Gänseburg bei Scharpenhufe, ehedem ein Vorwerk ist eingegangen, wird von Scharpenhufe aus beackert.
Im Jahre 1931 wird Ganseburg als Wohnplatz von Pollitz zuletzt amtlich genannt.

### Eingemeindungen
Mit der Vereinigung des Gutsbezirkes Scharpenhufe aus dem Landkreis Osterburg mit seinen Wohnplätzen Ganseburg, Nattewisch, Ziegelei mit der Landgemeinde Pollitz, kam Ganseburg zu Pollitz.

### Einwohnerentwicklung
| Jahr | Einwohner |
| ---- | --------- |
| 1789 | 2         |
| 1798 | 10        |

| Jahr | Einwohner |
| ---- | --------- |
| 1801 | 4         |
| 1818 | 4         |

| Jahr | Einwohner |
| ---- | --------- |
| 1840 | 8         |
| 1871 | 4         |

| Jahr | Einwohner |
| ---- | --------- |
| 1885 | 4         |
| 1895 | 3         |

| Jahr | Einwohner |
| ---- | --------- |
| 1905 | 3         |

Quelle:

## Religion
Die Evangelischen aus Ganseburg gehörten zur Kirchengemeinde Pollitz, die zur Pfarrei Groß Wanzer gehörte.